# Lost Causes
Lost Causes – wydany w grudniu 2010 roku album zespołu klezmerskiego Daniel Kahn & The Painted Bird. Jak wcześniejsze albumy grupy składa się on z utworów autorskich Daniela Kahna oraz adaptacji tradycyjnych piosenek żydowskich i niemieckich, m.in. "Denn wovon lebt der Mensch" z Opery za trzy grosze Bertolta Brechta.

## Lista utworów
| 1.  | "Avreml the Filcher / Avreml der marvikher" | 5:27  |
|     | - słowa i muzyka: Mordechai Gebirtig - angielski: Daniel Kahn |       |
| 2.  | "Vemen veln mir dinen? / Who We Gonna Serve?" | 1:18  |
|     | - słowa i muzyka: trad. |       |
| 3.  | "Sunday after the War" | 5:47  |
|     | - słowa i muzyka: Daniel Kahn |       |
| 4.  | "March of the Jobless Corps / Arbetslozer marsh" | 3:48  |
|     | - słowa i muzyka: Mordechai Gebirtig - angielski: Daniel Kahn |       |
| 5.  | "In kamf / In Struggle" | 2:22  |
|     | - słowa: David Edelstadt - muzyka: trad. - angielski: Daniel Kahn                                                                                                 |       |
| 6.  | "Vi azoy? / How?" | 4:44  |
|     | - słowa: Avrom Sutzkever - muzyka: Michael Winograd - angielski: Daniel Kahn                                                                                      |       |
| 7.  | "Inner Emigration" | 6:04  |
|     | - słowa i muzyka: Daniel Kahn |       |
| 8.  | "Denn wovon lebt der Mensch?" | 3:53  |
|     | - słowa: Bertolt Brecht - muzyka: Kurt Weill - angielski: Daniel Kahn                                                                                             |       |
| 9.  | "Lili Marleyn, fartaytsht" | 3:15  |
|     | - muzyka: Norbert Schultze - słowa: Hans Leip - jidysz: Daniel Kahn                                                                                               |       |
| 10. | "Görlitzer Park" | 4:39  |
|     | - słowa i muzyka: Daniel Kahn |       |
| 11. | "Zeyde Cohen (Medley)" | 3:55  |
|     | - "Zeydns tants" (trad., aranżacja: Michael Winograd) - "Mayn tate is a Koyen / My Daddy Is a Cohen" (słowa i muzyka: Mordechai Gebirtig, angielski: Daniel Kahn) |       |
| 12. | "Klezmer Bund" | 3:53  |
|     | - muzyka: Vanya Zhuk - słowa: Psoy Korolenko, Daniel Kahn, Vanya Zhuk                                                                                             |       |
| 13. | "A Miller's Tears / Dem Milners Trern" | 4:22  |
|     | - słowa: Mark Warshavsky - angielski: Daniel Kahn |       |
|     | | 53:27 |
|     | |       |

## Zespół
- Daniel Kahn: głos, akordeon, pianino, gitara, ukulele
- Hampus Melin: perkusja, poyk
- Michael Tuttle: kontrabas
- Jake Shulman-Ment: skrzypce, głos
- Michael Winograd: klarnet
- Dan Blacksberg: puzon
- Paul Brody: trąbka, flugelhorn
- Vanya Zhuk: gitara, głos
- Tine Kindermann: piła muzyczna, głos[2]

## Teledyski
Do dwóch utworów - "March of the Jobless Corps" i "Görlitzer Park" - nagrane zostały klipy wideo.

## Wyróżnienia
Album został wyróżniony Nagrodą Niemieckich Krytyków Muzycznych za Rok 2011 (niem. Jahrespreis der Deutschen Schallplattenkritik 2011).